# Gouvernement des États Confédérés
Le Gouvernement des États confédérés, communément appelé le Gouvernement confédéré ou Gouvernement de Jefferson Davis, faisait partie de la branche exécutive du gouvernement fédéral des États confédérés entre 1861 et 1865. Les membres du gouvernement étaient le président, le vice-président et les chefs des départements exécutifs fédéraux.

## Histoire
Le gouvernement était largement calqué sur le gouvernement des États-Unis, ses membres supervisant un département d'État, un service de trésorerie, un département de la guerre ou un département des postes. Cependant, contrairement à l'Union, la Confédération n'avait pas de département de l'Intérieur et a créé un département de la Justice : le poste de procureur général des États-Unis existait, mais le département américain de la Justice n'a été créé qu'en 1870, après la fin de la guerre de Sécession.
Le président confédéré Jefferson Davis a procédé à bon nombre de ses sélections initiales au gouvernement sur la base de considérations politiques ; ses choix "ont été dictés par la nécessité d'assurer aux différents États que leurs intérêts étaient représentés au sein du gouvernement.". Seize hommes différents ont occupé les six postes du gouvernement au cours des quatre années d'existence de la Confédération. Le membre le plus talentueux, mais aussi le plus impopulaire, du Gouvernement était Judah P. Benjamin,,.
La réunion finale du gouvernement confédéré a eu lieu à Fort Mill, en Caroline du Sud, au milieu de l'effondrement confédéré. C'est le seul endroit où l'ensemble du gouvernement confédéré s'est réuni après la chute de Richmond.

## Gouvernement
| Poste                       | Image | Nom                                | État             | Dates                                |
| --------------------------- | ----- | ---------------------------------- | ---------------- | ------------------------------------ |
| Président                   |       | Jefferson Davis                    | Kentucky         | 18 février 1861 – 5 mai 1865         |
| Vice Président              |       | Alexander H. Stephens              | Georgie          | 18 février 1861 – 11 mai 1865        |
| Secrétaire d'État           |       | Robert Toombs                      | Georgie          | 25 février 1861 – 25 juillet 1861    |
| Secrétaire d'État           |       | Robert M. T. Hunter                | Virginie         | 25 juillet 1861 – 18 février 1862    |
| Secrétaire d'État           |       | William M. Browne                  | Georgie          | 18 février 1862 – 18 mars 1862       |
| Secrétaire d'État           |       | Judah P. Benjamin                  | Louisiane        | 18 mars 1862 – 10 mai 1865           |
| Secrétaire de la Trésorerie |       | Christopher Memminger              | Caroline du Sud  | 25 février 1861 – 18 juillet 1864    |
| Secrétaire de la Trésorerie |       | George Trenholm                    | Caroline du Sud  | 18 juillet 1864 – 27 avril 1865      |
| Secrétaire de la Trésorerie |       | John H. Reagan                     | Texas            | 27 avril 1865 – 10 mai 1865          |
| Secrétaire de la Guerre     |       | LeRoy Pope Walker                  | Alabama          | 25 février 1861 – 16 septembre 1861  |
| Secrétaire de la Guerre     |       | Judah P. Benjamin                  | Louisiane        | 17 septembre 1861 – 24 mars 1862     |
| Secrétaire de la Guerre     |       | George W. Randolph                 | Virginie         | 24 mars 1862 – 15 novembre 1862      |
| Secrétaire de la Guerre     |       | James Seddon                       | Virginie         | 21 novembre 1862 – 5 février 1865    |
| Secrétaire de la Guerre     |       | Major-General John C. Breckinridge | Kentucky         | 6 février 1865 – 10 mai 1865         |
| Secrétaire de la Marine     |       | Stephen Mallory                    | Floride          | 4 mars 1861 – 2 mai 1865             |
| Maître des Postes           |       | John H. Reagan                     | Texas            | 6 mars 1861 – 10 mai 1865            |
| Procureur Général           |       | Judah P. Benjamin                  | Louisiane        | 25 février 1861 – 17 septembre 1861  |
| Procureur Général           |       | Wade Keyes                         | Alabama          | 17 septembre 1861 – 21 novembre 1861 |
| Procureur Général           |       | Thomas Bragg                       | Caroline du Nord | 21 novembre 1861 – 18 mars 1862      |
| Procureur Général           |       | Thomas H. Watts                    | Alabama          | 18 mars 1862 – 1er octobre 1863      |
| Procureur Général           |       | Wade Keyes                         | Alabama          | 1er octobre 1863 – 2 janvier 1864    |
| Procureur Général           |       | George Davis                       | Caroline du Nord | 2 janvier 1864 – 24 avril 1865       |